# Eugène Minkowski
Eugène (Eugeniusz) Minkowski (San Petersburgo, 17 de abril de 1885 – París, 17 de noviembre de 1972) fue un psiquiatra francés. Está considerado como uno de los más importantes exponentes franceses de la psiquiatría fenomenológica del siglo XX.
Propuso la idea de que la psicopatología debe verse en el contexto de la percepción individual del tiempo. Entre los conceptos básicos propuestos por Minkowski figuran las ideas de "contacto vital con la realidad" y "tiempo vivido". Cabe destacar que sus puntos de vista, incluidos los relativos a la naturaleza del tiempo, estuvieron fuertemente influenciados por la filosofía fenomenológica y vitalista de Henri Bergson, así como por los fenomenólogos Edmund Husserl y Max Scheler.
Minkowski fue alumno del psiquiatra suizo Eugen Bleuler. Durante su carrera profesional trabajó con Henri Ey y Ludwig Binswanger. Se casó con Françoise Minkowska-Brokman, también psiquiatra, con la que tuvo un hijo, el pediatra Alexandre Minkowski, y una hija, Jeannine.
Ronald David Laing describió su trabajo como "el primer intento serio en psiquiatría de reconstruir la experiencia vital de otra persona". Consiguió hacer una síntesis original entre Bergson y la fenomenología en una perspectiva psicopatológica que en Francia influyó considerablemente en el pensamiento de las generaciones posteriores, como Jacques Lacan y Henri Ey.

## Biografía
Eugeniusz Minkowski nació en San Petersburgo, en el seno de una familia judía de origen polaco. Era el segundo hijo de August Minkowski (1848-1943), comerciante de grano y banquero, y de Tekla Lasecka (Lichtenbaum). Se trasladó con su familia a Varsovia a los 7 años de edad. Tras plantearse estudiar filosofía y matemáticas, optó por cursar estudios de medicina en la Universidad de Varsovia. Esta parte de Polonia estaba entonces bajo dominio ruso y las clases se impartían en ruso, a lo que se oponía un movimiento estudiantil en el que participaba Minkowski. Durante la revolución de 1905, se suspendieron las clases en la Universidad de Varsovia. Tras ser fichado por la policía, Minkowski se vio obligado a continuar sus estudios en el extranjero. Marchó a Breslau, posteriormente a Gotinga y, por último, a la Universidad de Múnich, donde en 1909 completó sus estudios de medicina. Dado que era súbdito ruso, acudió a Kazán al año siguiente para homologar su licenciatura en Rusia. Durante este viaje a Kazán conoció a su futura esposa, Françoise Brokman, también licenciada en medicina por las universidades de Berna y Zúrich.
A continuación, Minkowski cursó estudios de filosofía y matemáticas en Múnich, donde asistió a las clases de Alexander Pfänder y Moritz Geiger. Quedó muy impresionado por su lectura del Ensayo sobre los datos inmediatos de la conciencia de Henri Bergson y la Fenomenología de la simpatía de Max Scheler, y se planteó abandonar la medicina.
En 1913 se casó con Françoise Minkowska y la pareja se instaló en Múnich. Pero el estallido de la Primera Guerra Mundial les obligó a abandonar Alemania e instalarse en Zúrich. Allí, Françoise Minkowska trabajó como voluntaria en la clínica psiquiátrica Burghölzli con el profesor Eugen Bleuler. Gracias a su ella, Eugène Minkowski también encontró allí un puesto de asistente voluntario.
En marzo de 1915, Minkowski se alistó como médico militar en el ejército francés. Pasó dos años en el frente y participó en las batallas del Somme y Verdún como médico del 3er batallón del 151º Regimiento de Infantería. Su coraje le valió varias condecoraciones, la Legión de Honor y la Cruz de Guerra con tres menciones, además de la concesión de la nacionalidad francesa. Al final de la guerra, partió hacia Alemania con las tropas de ocupación.
Desmovilizado en 1920, convencido por su esposa, Minkowski decidió instalarse en Francia. Al no tener una titulación francesa, tuvo que reanudar sus estudios de medicina en París, donde defendió su tesis en 1926. Durante este periodo, atendió a pacientes en su domicilio, trabajó en residencias privadas como la actual Clínica Jeanne d'Arc de Saint-Mandé, pasó consulta en varios hospitales, entre ellos el Hospital Henri Rousselle, y trabajó como voluntario durante 25 años en el Foyer de Soulins para niños problemáticos de Brunoy desde su fundación, antes de convertirse rápidamente en su director médico. Introdujo métodos de pedagogía curativa como el test de Rorschach, adaptado a la clínica psiquiátrica por Françoise Minkowska, y el análisis e interpretación de los dibujos infantiles que ella desarrolló.
En 1925, Minkowski se convirtió en miembro de la Société médico-psychologique, de la que fue elegido presidente en 1947. Ese mismo año, cofundó la sociedad y la revista L'Évolution psychiatrique. En 1926 defendió en París su tercera tesis médica: La noción de pérdida del contacto vital con la realidad y sus aplicaciones en psicopatología.
Asimismo, continuó con sus trabajos sobre la esquizofrenia, que había iniciado durante su estancia en Burghölzli, bajo la dirección de Eugen Bleuler. En 1927 publicó La schizophrénie, una obra en la que reivindicaba la importancia de la psicopatología frente a la psiquiatría tradicional. En Temps vécu, publicado en 1933, insistió en la importancia del psiquismo para comprender la estructura normal y las desviaciones patológicas. Posteriormente, en Vers une cosmologie (1936), se orientó hacia una filosofía antropológica para "poner en primer plano la forma particular y única en que el ser humano se sitúa en el mundo y se abre a él".
En 1933, la Œuvre de secours aux enfants se puso en contacto con Minkowski, que pasó a presidir su Comité Ejecutivo. Durante la Segunda Guerra Mundial, Minkowski siguió dirigiendo esta organización desde París, que salvó a varios miles de niños judíos de la deportación y la muerte. Detenidos en su domicilio el 23 de agosto de 1943, para ser deportados, Eugène Minkowski y su mujer pudieron ser liberados el mismo día gracias a la entereza de su hija y a la intervención de Michel Cénac, del grupo Évolution Psychiatrique, y de Marcel Stora, de la Unión General de Israelitas de Francia (UGIF).
En 1946, impartió una conferencia en Basilea sobre el sufrimiento psicológico derivado de la persecución nazi. Además, intervino como perito en juicios de reparación de estos delitos.
Ante la insistencia de Louis Lavelle, con quien mantuvo una excelente relación de amistad durante largo tiempo, en 1966 publicó el Tratado de psicopatología.
Murió el 17 de noviembre de 1972 en París.

## Obra
Minkowski fue autor de unas 250 publicaciones, que versan principalmente sobre la esquizofrenia, el autismo, los mecanismos esquizofrénicos, el psicoanálisis, el análisis fenomenológico y la psicopatología. Algunas de sus obras más destacadas son:
- La schizophrénie. Payot, París, 1927.
- Le Temps vécu, études phénoménologiques et psychopathologiques. Payot, París, 1933
- Vers une cosmologie (1936)
- Traité de psychopathologie (1966)